# Соломенный бычок (мультфильм, 1954)
«Соло́менный бычо́к» — советский рисованный мультипликационный фильм 1954 года, является экранизацией украинской народной сказки «Бычок — смоляной бочок».
Мультфильм создали на студии «Союзмультфильм» режиссёры Ольга Ходатаева и Леонид Аристов.

## Сюжет
Однажды на хутор, где жил дед со своей внучкой, пробрались лиса, медвежонок и заяц. Медвежонок воровал мёд, заяц — морковь, а лиса выкрала петушка. Увидевший это дед бросился за зверями в погоню, но те ускользнули. Внучка опечалена потерей петушка и начинает плакать. Чтобы её утешить, дед смастерил ей соломенного бычка, которому засмолил бока. Дед отправляется в лес на поиски злоумышленников, а внучка отправилась с бычком в поле и там уснула. В этот момент бычка встречает медвежонок, пытается с ним подружиться. Не получив ответа, мишка затевает драку и прилипает к его смоляным бокам. Приходит лиса, медвежонок просит помочь ему выбраться. Лиса отказывается, хочет пройти мимо, но ее хвост прилипает к смоле. Прибегает заяц и кричит зверям о том, что по лесу их ищет дед с ружьём, но, по вине лисы, тоже оказывается в ловушке.
Появляется дед и приводит попавшихся зверей домой. Там он рассуждает, что сделает с ними. Но внучка просит их отпустить. Дед соглашается с условием того, что звери вернут краденое и в чужой огород никогда не пойдут. В итоге, лиса возвращает петушка, медвежонок приносит мёд. Лишь заяц вернулся ни с чем, поскольку в лесу капусты нет, а в огород он ходить не станет. Дед прощает зайца, усвоившего урок.

## Создатели
- Сценарий — Зинаида Филимонова
- Режиссёры — Ольга Ходатаева, Леонид Аристов
- Композитор — Николай Будашкин
- Художник-постановщик — Леонид Аристов
- Ассистент художника — А. Дураков
- Художники-мультипликаторы: Фаина Епифанова, Роман Давыдов, Лидия Резцова, Роман Качанов, Владимир Арбеков, Борис Бутаков, Игорь Подгорский, Виктор Лихачёв, Елена Хлудова, Василий Рябчиков, Борис Чани
- Художники-декораторы: Вера Валерианова, Ирина Троянова, Ольга Геммерлинг, Вера Роджеро, И. Прокофьева
- Оператор — Н. Соколова
- Звукооператор — Георгий Мартынюк
- Технические ассистенты: Г. Любарская, Е. Шилова
- Ассистент по монтажу — Нина Майорова

### Роли озвучивали
- Мария Виноградова — Заяц;
- Юрий Хржановский — Медвежонок;
- Эраст Гарин — Дед;
- Галина Новожилова — Внучка, Лиса.

## Переозвучка
- В 2001 году мультфильм был отреставрирован и заново переозвучен компаниями ООО «Студия АС» и ООО «Детский сеанс 1». В новой версии была полностью заменена фонограмма, к переозвучиванию привлечены современные актёры, в титрах заменены данные о звукорежиссёре и актёрах озвучивания. Переозвучка была крайне негативно воспринята как большинством телезрителей[2][3], так и членами профессионального сообщества[4][5]. Качество реставрации изображения также иногда подвергается критике.

### Озвучивание
- Ирина Маликова — Внучка; Лиса,
- Борис Токарев — Дед,
- Александр Котов — Медвежонок,
- Татьяна Канаева — Заяц

## Публикации
- Фильмы-сказки. Сценарии рисованных фильмов. Выпуск 4. — М.: Искусство, 1956.

Содержание: Н. Эрдман и М. Вольпин «Остров ошибок», М. Пащенко и Б. Дёжкин «Старые знакомые», С. Михалков «Как медведь трубку нашёл», В. Сутеев «Снеговик-почтовик», Г. Колтунов «Юля-капризуля», Н. Окропиридзе «Мишка-задира», Г. Гребнер «Ореховый прутик», Л. Кассиль «Два жадных медвежонка», И. Иванов-Вано «Храбрый заяц», Р. Борисова «Палка-выручалка», З. Филимонова «Соломенный бычок», Л. Атаманов «Пёс и кот».

## Издания
- В СССР в 1980-е выпущен на видеокассетах видеокомпанией «Видеопрограмма Госкино СССР». В начале 1990-х годов в СССР и России выпущен на видеокассетах кинообъединением «Крупный план» в 41 сборнике мультфильмов «Валидуб», «Чудо-мельница» и «Таёжная сказка». В середине 1990-х выпущен в VHS-сборнике «Лучшие советские мультфильмы» Studio PRO Video, позже — студией «Союз Видео» в сборниках мультфильмов киностудии «Союзмультфильм». Позже выпускался на компакт-дисках Video CD, а в начале 2000-х — на DVD. В основном он выпускался в системе PAL.
- «Курочка Ряба», Союзмультфильм, DVD, дистрибьютор «Союз», мультфильмы на диске: «Про деда, бабу и курочку Рябу» (1982), «Петушок — золотой гребешок» (1955), «Петух и краски» (1964), «Ку-ка-ре-ку!» (1963), «Деревенский водевиль» (1993), «Сказка про Колобок» (1969), «Соломенный бычок» (1954), «Жёлтик» (1966), «Жила-была курочка» (1977)[6].

## Критика
В 1955 году драматург Валентина Любимова на страницах газеты «Советская культура» в статье, призывающей увеличить количество экранизаций сказок, отнесла «Соломенный бычок» к числу мультипликационных сказок, пользующихся успехом у маленьких зрителей.